# Luisa Palma Mansi
Luisa Palma coniugata Mansi (Lucca, 23 febbraio 1760 – Lucca, 25 novembre 1824) è stata una scrittrice italiana.

## Biografia
Nacque a Lucca da Girolamo Palma e Caterina Burlamacchi, entrambi esponenti del patriziato cittadino, e il 17 febbraio 1783 sposò Lelio Francesco Mansi, politico e giureconsulto, più anziano di quasi diciotto anni. 
Luisa conduceva una vita mondana, come lei stessa racconta nella sua attività diaristica contenuta in quattro quaderni rilegati in pergamena e scritti in francese, lingua colta dell'Europa del Settecento, conservati nel Fondo Arnolfini presso l'Archivio di Stato di Lucca.
Sul primo dei quaderni si legge Memoires ou Notices à l'usage de Louise Palma Mansi e questo è il titolo con il quale è generalmente citato il diario. Giorno dopo giorno, sono stati registrati con uno stile cronachistico eventi storici e scene di routine quotidiana dal 26 settembre 1791 al 1823, una consuetudine trentennale interrotta soltanto dal 1807, dopo la morte del marito, al 1812. L'autrice ci lascia una testimonianza diretta della vita dell'epoca attraverso descrizioni di matrimoni, funerali, feste, banchetti che frequentava abitualmente seguita da un cicisbeo; il testo contiene informazioni su chiacchierate nei salotti principeschi e cenni sulla moda e gli svaghi del tempo,  in modo particolare il  gioco delle carte e il teatro (ebbe modo di assistere a rappresentazioni di commedie, opere di Gioachino Rossini e alle improvvisazioni di Teresa Bandettini). 
Tutta la narrazione si mescola alla cronaca delle imprese napoleoniche, delle esondazioni del fiume Serchio nel 1812 e delle attività della principessa Elisa Bonaparte.
Infatti, nel 1785, si erano insediati a Lucca Felice Baciocchi e la moglie Elisa Bonaparte, sorella di Napoleone, ai quali fu assegnato successivamente il Principato di Lucca e Piombino nel 1805. Luisa ne divenne dama di palazzo, anche se mal volentieri, fino a marzo 1814: in quegli anni l'oligarchia lucchese, cui Luisa apparteneva, era entrata in crisi ed era vessata dai tributi proprio a seguito dell'occupazione francese iniziata nel 1799 e un nuovo ceto, la borghesia, stava emergendo. Il diario rappresenta un raro esempio di scrittura femminile del XVIII-XIX secolo conservatasi fino ai nostri giorni e, inoltre, ci restituisce dettagli utili a ricostruire la storia di palazzi come il Teatro Pantera di Lucca e la Villa Reale di Marlia.
La narrazione si andò diradando negli anni e si concluse il 3 ottobre 1823. Un anno dopo, Luisa Palma Mansi morì a Lucca il 25 novembre 1824.